# Aldiko
Aldiko es un lector de libros electrónicos para los sistemas operativos Android e iOS . Soporta el formato EPUB para publicaciones digitales e incorpora la capacidad de navegar catálogos en línea de miles de libros (incluyendo miles de trabajos libres del dominio público) y descargárselos directamente a la biblioteca personal del usuario. La aplicación presenta una interfaz de usuario similar a un estante de libros, que permite al usuario navegar por su colección de eBooks. También proporciona una experiencia personalizable de lectura a través de fuentes y colores de fondo configurables, tipo y tamaño de fuentes, tamaño de márgenes, brillo de pantalla, modo de paginación (que imita el tornar de página en un libro), etc. Además, la aplicación permite a los usuarios importar sus libros propios para leerlos en viaje. Aldiko no soporta las fuentes incrustadas.

## Características
Características en la primera versión:
1. Capacidad de navegación y descarga internas de la aplicación.
2. Lectura de las descripciones detalladas de los libros antes de su compra y descarga.
3. Ajuste de formato frente, fondo, enlaces, diseño y alineación del texto.
4. Temas diurno y nocturno: cambiar entre modo diurno y nocturno al leer en áreas de alta o baja luminosidad.
5. Control de brillo.
6. Modos de navegación personalizables.
7. Soporte completo de tabla de contenidos.
8. Permite retomar la lectura con rapidez: la aplicación abre un libro automáticamente en el punto donde lo dejó el usuario la última vez.
9. Marcadores de páginas: permite que los usuarios creen sus propios marcadores en cualquier parte de un libro para recordar secciones de interés.
10. Avance: permite que los usuarios verifiquen su avance en la lectura dentro de un capítulo y del libro completo.
11. Participación: permite que los usuarios usuarios recomende libros a otros por medio de correo electrónico, Facebook, Twitter, SMS...
12. El motor de lectura automáticamente se ajusta a la medida de la pantalla del dispositivo.
13. Administración de biblioteca: los libros pueden organizarse por etiquetas o colecciones.
14. Edición de la información detallada de un libro (título, autor, etiqueta, colección, índice).
15. Permite ordenar los libros por título, autor, fecha de descarga, última fecha de lectura o puntaje.

Después del debut de la aplicación, se agregaron varias características, incluyendo:
1. Importación: permite que los usuarios importen sus libros propios para leer en viaje.
2. Opción para moverse entre páginas con las teclas de volumen.
3. Opción para cambiar el arte de cubierta de un libro.
4. Abrir las imágenes de un libro en un visualizador separado.
5. Abrir los enlaces internos de un libro en el navegador.
6. Funciones de avance y retroceso: permite que los usuarios vuelvan al punto donde se encontraban antes de hacer clic en un enlace a una sección diferente del libro.
7. Búsqueda de texto completo: los usuarios pueden buscar cualquier palabra globalmente dentro de un libro.
8. Búsqueda en diccionario: los usuarios pueden buscar cualquier definición de palabra en un diccionario, Wikipedia o en Google.
9. Opción para bloquear la orientación de la pantalla.
10. Opción para establecer la alineación de texto a la izquierda, a la derecha o justificada.
11. Ir A: los usuarios pueden ir rápidamente a cualquier posición dentro de un libro.
12. Opción para activar o desactivar la hoja de estilos CSS.
13. Soporte para Adobe DRM

## Catálogoon-line
La compañía que creó la aplicación (Aldiko Ltd.) se ha asociado con un varios proveedores de contenido para ofrecer la capacidad de compra y descarga dentro de la aplicación, incluyendo Feedbooks, Smashwords, All Romance Ebooks y O'Reilly Media. La compañía también dijo que están trabajando para establecer sociedades con más proveedores de contenido.

## Aplicaciones de libro independientes
El 23 de septiembre de 2009, la compañía anunció en su blog que varias aplicaciones independientes de libro habían sido creadas basándose en Aldiko Book Reader. Los libros independientes se basaron en títulos de O'Reilly.
- Datos: Q4713809